# Província d'Issik Kul
La província d'Issik Kul (en kirguís: Ысык-Көл областы; en rus: Иссык-Кульская область) és una província (óblast) del Kirguizstan. La capital és Karàkol. Té una extensió semblant a la de Suïssa. Adopta el nom de llac de muntanya Issik Kul.